# 監禁逃亡 淫らな獲物
『監禁逃亡 淫らな獲物』（かんきんとうぼう みだらなえもの）は、1996年4月26日にSEN PLANNINGから発売された青山麗子主演のオリジナルビデオ。R15作品。『監禁逃亡』シリーズの第6弾である。

## 出演
- 青山麗子
- アズマサトシ（元神奈川県警刑事）：寺島進
- 児島巳佳
- 大城英司
- 吉岡ちひろ
- 小林宏史
- ジンボ一家 イザワ：松山鷹志
- 鈴木俊哉
- 風間舞子（友情出演）

他

## スタッフ
- 監督：神野太
- 企画・製作：セン プランニング
- 総合プロデューサー：内田安夫
- 脚本：竹橋民也
- プロデューサー：黒須功
- 撮影：中間政治
- 照明：伊藤裕美術：西村徹
- 音楽：中西龍夫
- 録音賤機喜美
- VE：吉永元茂
- 編集：神野太
- 助監督：杉山順
- スタイリスト：米村弘光
- ヘアメイク：伊藤聖子
- スチール：阿久津卓也
- 制作進行：古川弘樹・前井征人
- 技術：プラスメディア
- 車輌：サニー企画
- 技術協力：コスモスタジオ
- 発売・販売：SEN PLANNING
- 販売協力：ジャパンホームビデオ

## リリース
- VHS『監禁逃亡 淫らな獲物』1996/4/26
- DVD『監禁逃亡 淫らな獲物』2020/7/30

関連DVD
- 7枚組DVD BOX『監禁逃亡 淫欲の獲物たち』2021年
第1作『監禁逃亡』から第6作『監禁逃亡 淫らな獲物』までと『痴漢の指』の7作を収録。『痴漢の指』は『監禁逃亡』シリーズに関係ない。